# LOVE again (Ayumi Hamasaki)
LOVE again è il quattordicesimo album studio della cantante giapponese Ayumi Hamasaki, pubblicato l'8 febbraio 2013 dalla Avex Trax nei formati CD, CD+DVD, CD+Blu-Ray, Playbutton, CD+DVD+Goods, CD+Blu-ray+Goods. È il secondo album della cantante privo di singoli fisici e, oltre a degli inediti, contiene tutte le tracce originali presenti negli EP Love ed Again e il brano You & Me presente nella compilation estiva A Summer Best. Assieme ai sopraccitati EP, fa parte della serie di pubblicazione (precisamente la quarta) per festeggiare il suo quindicesimo anniversario di carriera.

## Tracce[5]
CD
1. Wake Me Up - 4:02 (Ayumi Hamasaki, Philippe-Marc Anquetil, Hiten Bharadia, Bardur Haberg, tasuku)
2. Song 4 U - 3:50 (Ayumi Hamasaki, HINATAspring, Yuta Nakano)
3. Missing - 4:57 (Ayumi Hamasaki, Kazuhiro Hara, Yuta Nakano)
4. Sakura - 4:33 (Ayumi Hamasaki, Kunio Tago, Yuta Nakano)
5. Melody - 5:25 (Ayumi Hamasaki, Yasuhiko Hoshino, Yuta Nakano)
6. Task'n'Bass - 1:57 (Ayumi Hamasaki, tasuku)
7. Bye-Bye Darling - 4:02 (Ayumi Hamasaki, Yasuhiko Hoshino, tasuku)
8. Snowy Kiss - 6:07 (Ayumi Hamasaki, Tetsuya Komuro, tasuku)
9. Sweet Scar - 4:12 (Ayumi Hamasaki, D.A.I., Yuta Nakano)
10. Petal - 4:10 (Ayumi Hamasaki, Kunio Tago, Yuta Nakano)
11. Glasses - 1:45 (Ayumi Hamasaki, Yuta Nakano)
12. Untitled For Her ... Story 2 - 5:22 (Ayumi Hamasaki, Yuta Nakano)
13. Gloria - 4:38 (Ayumi Hamasaki, Yasuhiko Hoshino, Yuta Nakano)
14. Ivy - 4:39 (Ayumi Hamasaki, Tetsuya Komuro, Yuta Nakano)
15. You & Me - 5:37 (Ayumi Hamasaki, Tetsuya Komuro, tasuku)

DVD
1. Song 4 U (Videoclip)
2. Missing (Videoclip)
3. Wake Me Up (Videoclip)
4. You & Me (Videoclip)
5. Snowy Kiss (Videoclip)
6. Sweet Scar (Videoclip)
7. Melody (Videoclip)
8. Song 4 U (Making of)
9. Missing (Making of)
10. You & Me (Making of)
11. Wake Me Up/Snowy Kiss (Making of)
12. Wake Me Up/Snowy Kiss (Making of)
13. Sweet Scar (Making of)
14. Melody (Making of)

## Classifiche
| Classifica                       | Posizione raggiunta |
| -------------------------------- | ------------------- |
| Giappone (Billboard Hot 100)     | 2                   |
| Giappone (Oricon Daily Charts)   | 1                   |
| Giappone (Oricon Weekly Charts)  | 1                   |
| Giappone (Oricon Monthly Charts) | 3                   |
| Giappone (Oricon Yearly Charts)  | 70                  |
| Taiwan (G-Music J-Pop Chart)     | 2                   |
| World Albums Top 40              | 15                  |

## Date di Pubblicazione
| Nazione       | Data             | Formato                                                            | Etichetta        |
| ------------- | ---------------- | ------------------------------------------------------------------ | ---------------- |
| Giappone      | 8 febbraio 2013  | CD, CD+DVD, CD+Blu-Ray, Playbutton, CD+DVD+Goods, CD+Blu-ray+Goods | Avex Trax        |
| Taiwan        | 8 febbraio 2013  | CD, CD+DVD                                                         | Avex Taiwan      |
| Hong Kong     | 20 febbraio 2012 | CD                                                                 | Avex Asia        |
| Corea del Sud | 27 febbraio 2012 | CD                                                                 | SM Entertainment |